# Révolte des Panthay
La révolte des Panthay, connue en Chine sous le nom de Du Wenxiu Qiyi (chinois : 杜文秀起义 ; pinyin : dù wénxiù qǐyì ; litt. « révolte de Du Wenxiu »), se déroule de 1856 à 1873. C'est un mouvement séparatiste du peuple Hui et d'autres Chinois musulmans, en lutte contre la dynastie Qing mandchoue et localisé au Nord de la province du Yunnan, au sud-ouest de la Chine.
Le nom de Panthay est un mot d'origine birmane, dont on dit qu'il est identique au mot Shan Pang hse. C'est le nom sous lequel les Birmans désignaient les Chinois musulmans qui arrivaient en Birmanie avec leurs caravanes, en provenance de la province chinoise du Yunnan. Ce nom n'était ni connu ni usité au Yunnan même.

## Origines
Les discriminations dont sont victimes les Hui de la part de l'administration impériale, et ce dans l'ensemble de l'empire, sont à l'origine de leurs révoltes, qui surviennent au Yunnan et dans d'autres régions, comme le Gansu ou le Xinjiang. Bien que certaines sources suggèrent que la rébellion des Panthay découle uniquement d'un conflit entre des mineurs Han et Hui en 1853, les tensions entre Han et Hui existent, en réalité, depuis des décennies avant le début de la révolte. Par exemple, en juillet 1839, le massacre de Mianning fait presque 2 000 victimes en deux semaines, et en 1845, les Han et les officiels Qing massacrent des Hui durant trois jours. Les Hui et les Han sont considérés et classés par les Qing comme étant deux groupes ethniques différents, les Hui n'étant pas vus comme des Han ayant une religion spécifique.
Selon le volume 8 de l'Encyclopedia of Religion and Ethics, la révolte des Panthay est déclenchée par la haine ethnique et la lutte des classes, et considérer que tout est dû à l'Islam et à la religion est une idée erronée.
En 1856, Shuxing'a, un fonctionnaire Qing d'origine mandchou, est chargé de réprimer la révolte qui a éclaté dans la capitale provinciale de Kunming,. Pour ce faire, il se livre à un massacre de musulmans, ce qui, loin d’apaiser la situation, déclenche une insurrection multiethnique à l'échelle de la province,. Dans la ville de Dali, située dans l'ouest de la province du Yunnan, un royaume indépendant est créé par Du Wenxiu (1823-1872), un homme né à Yongchang dans une famille chinoise Han et qui s'est converti à l'islam,.
Si Shuxing'a a donné l'ordre de procéder à un tel massacre, c'est parce ce dernier a développé une haine profonde des musulmans, après un incident au cours duquel il avait été déshabillé et presque lynché par une foule de musulmans. Il a ordonné que plusieurs rebelles musulmans soient lentement découpés en morceaux, jusqu'au ce que mort s'ensuive,. Tariq Ali relate cet incident, qui a réellement eu lieu, dans l'un de ses romans, en affirmant que les musulmans qui ont failli lyncher Shuxing'a n'étaient pas des Hui mais appartenaient à une autre ethnie; mais le fonctionnaire mandchou a néanmoins rendu tous les musulmans responsables de l'incident,.

## Idéologie des révoltés
La révolte n'est pas de nature religieuse, puisque les musulmans ont été rejoints par des Shan et des Kakhyen non musulmans, ainsi que d'autres tribus vivant dans les collines. Un officier britannique rapporte que les musulmans ne se sont pas rebellés pour des raisons religieuses, et que les Chinois sont tolérants envers les différentes religions et qu'il est peu probable qu'ils aient provoqué la révolte en interférant avec la pratique de l'islam. En outre, des troupes musulmanes loyalistes aident les Qing à écraser les rebelles musulmans.
La révolte de Du Wenxiu n'est pas contre les Han, mais contre les Qing et il cherche à détruire le gouvernement mandchou. Pendant la révolte, les Hui des provinces qui ne prennent pas part à la révolte, comme le Sichuan et le Zhejiang, servent de négociateurs entre les Hui rebelles et le gouvernement Qing. L'une des bannières de Du Wenxiu porte le slogan suivant : « Privez les Qing mandchous de leur mandat de gouverner » (革命滿淸), et il appelle ouvertement les Han à aider les Hui à renverser le régime mandchou et à les chasser de Chine,. Les forces de Du dirigeaient plusieurs troupes non musulmanes, dont des Chinois Han, Li, Bai et Hani. Du Wenxiu appelle également à l'unité entre les Hui musulmans et les Han. Il aurait déclaré que « notre armée a trois tâches : chasser les Mandchous, s'unir aux Chinois et chasser les traîtres ».
Pour Du Wenxiu, les Han ne sont pas les responsables des massacres de Hui, c'est le régime mandchou qui crée et entretient les tensions au régime mandchou, ces derniers étant des étrangers à la Chine qui aliènent les Chinois et les autres minorités,. Il appelle également appelé à l'expulsion de tous les Mandchous de la Chine afin que le pays soit de nouveau dirigé par des Chinois.
Il engage une guerre totale contre la domination mandchoue, Du Wenxiu refusant de se rendre, contrairement à Ma Rulong, l'autre commandant musulman de la révolte. Cette différence de posture est peut-être liée aux différents courants de l'Islam pratiqués par les révoltés : les Sunnites Hanafistes de l'école Gedimu (en), qui sont sous les ordres de Ma Rulong, font facilement défection au profit des Qing, tandis que les Jahriyya (en), une confrérie soufie appartenant à la tariqa Naqshbandiyya, ne se rendent pas. Certains des rebelles Jahriyya de la révolte des Panthay, comme Ma Shenglin, sont liés a Ma Hualong, le chef Jahriyya de la révolte des Dounganes, et restent en contact avec lui.
La révolte commence donc après le massacres de 3000 Hui perpétrés par les autorités mandchoues. Du utilise une rhétorique anti-Mandchoue dans sa rébellion contre les Qing, appelant les Han à se joindre aux Hui pour renverser les Qing mandchous, qui règnent sur la Chine depuis 200 ans,,. C'est après le déclenchement de la révolte que Du invite Ma Rulong, qui est alors un puissant chef musulman Hui, à se joindre à lui pour chasser les Qing mandchous et « récupérer la Chine », et fait de la ville de Dali sa capitale. La cité de Kunming est attaquée et saccagée à plusieurs reprises par les forces de Du Wenxiu,. La révolte est écrasée en 1873. Actuellement, (2021) Du Wenxiu est considéré comme un héros par le gouvernement chinois,.
Du Wenxiu porte des vêtements chinois et impose l'usage de la langue arabe au sein de son État,, ainsi que l'interdiction de la consommation de la viande de porc. Par la suite, Ma Rulong interdit également la consommation de viande de porc dans les zones qui passent sous son contrôle après sa défection au profit des Qing.
Pour gérer son royaume, De Wenxiu emploie aussi bien des musulmans Hui que des Chinois Han dans son administration civile et militaire. En fait, un tiers des postes militaires du sultanat sont occupés par des Chinois Han, qui occupent également la majorité des postes civils. Au-delà des Han et des Hui, c'est l'animisme tribal, le confucianisme et l'islam qui sont tous légalisés et « honorés » par une « bureaucratie de style chinois » dans le sultanat de Du Wenxiu.
Si après avoir combattu aux côtés de Du Wenxiu, Ma Rulong fait défection au profit des Qing, il n'est pas le seul musulman à choisir de rester fidèle aux Mandchous. L'érudit musulman Ma Dexin, qui affirme que le néoconfucianisme est conciliable avec l'islam, approuve la défection de Ma Rulong et aide également d'autres musulmans à faire de même.

### Slogans révolutionnaires de Du Wenxiu
| « Faire la paix avec les Han, abattre la cour des Qing. » | « chinois : 安漢反清 » |

| « Pour unir les Hui et les Han en un seul (peuple), pour lever le drapeau de la rébellion, pour se débarrasser des barbares mandchous, pour ressusciter la Chine, pour éliminer la corruption, pour sauver le peuple de l'eau et du feu » | « chinois : 連回、漢為一體、 豎立義旗、 驅逐韃虜、 恢復中華、 剪除貪污、 出民水火 » |

## Négociations
Des pourparlers de paix sont menés par les Hui des provinces du Zhejiang et du Sichuan qui ont été invités par les Qing au Yunnan en 1858 et n'ont pas participé à la révolte.

## Déroulement
La révolte commence par des soulèvements locaux qui finissent par se généraliser dans pratiquement toutes les régions de la province. Ce sont les rebelles du Yunnan occidental, sous la direction de Du Wenxiu, qui, en prenant le contrôle de Dali en 1856, deviennent le principal mouvement militaire et politique d'opposition au gouvernement Qing. Ils tournent leur fureur contre les mandarins locaux et finissent par défier le gouvernement central de Pékin.
Le gouvernement impérial est handicapé par une profusion de problèmes et de révoltes dans diverses zones du si vaste empire des Qing comme la révolte des Taiping. À cette époque, la Chine souffre encore des chocs causés par la première série de traités inégaux, comme le traité de Nankin. Ces circonstances favorisent la montée en puissance des musulmans du Yunnan.

### Montée en puissance et création du sultanat
À partir de 1855, les Hui du Yunnan se soulèvent, leur cible principale étant les mandarins, vus comme des tyrans locaux abusant de leur pouvoir pour s'enrichir. Ce sentiment est exacerbé par la politique de recrutement des mandarins, qui exclut les Hui de ces postes de pouvoir, et des émeutes anti-Hui organisées par ces derniers et visant les Panthay les plus riches, qui se concluent par la destruction de mosquées. Cette révolte n'est pas de nature religieuse, puisque les musulmans sont rapidement rejoints par des Shan et des Kachin non musulmans et d'autres tribus vivant dans les collines du Yunnan. Un officier britannique présent dans la région déclare que les musulmans ne se sont pas rebellés pour des raisons religieuses et que les Chinois sont tolérants envers les différentes religions et qu'il est peu probable qu'ils aient provoqué la révolte en interférant avec la pratique de l'islam. En outre, des troupes musulmanes loyalistes aident les Qing à écraser les musulmans rebelles.
La révolte commence comme un soulèvement local. Elle est initiée par des ouvriers Hui qui travaillent aux mines d'argent du village de Lin'an fu (临安府, línān fǔ, dont le centre administratif est aujourd'hui le xian de Jianshui), au Yunnan, qui se soulèvent contre les Chinois. Le gouverneur chinois du Yunnan envoie un appel urgent au gouvernement central de Pékin, qui réagit peu ou mal, car de nombreuses révoltes éclatent dans tout l'empire à la même époque.
Ils repoussent les attaques désordonnées des troupes impériales. Ils s'emparent des villes importante les unes après les autres. Les villes et villages chinois qui résistent sont pillés, et la portion masculine de la population est massacrée. Ceux qui se rendent sont épargnés. Les rebelles s'emparent avec succès de la ville de Dali, l'ancienne capitale du royaume du même nom, en 1857. Avec la prise de Dali, les musulmans contrôlent, de facto, le Yunnan. Ils se déclarent indépendants de la Chine, et constituent une nation séparée, sous le nom de Pingnan Guo ou Ping-nan Kuo (chinois simplifié : 平南国 ; litt. « La Nation Pacifiée du Sud »). Leur chef, Sulayman ibn `Abd ar-Rahman (1823-1872), connu sous le nom de Du Wenxiu (initialement Yang Xiu (杨秀)) (???? - 1873) ), s'autoproclame Qa´id Jami al-Muslimin (« chef de la communauté des musulmans ») et fait de Dali sa capitale. On le connait en Occident sous le nom de Sultan Sulayman. Il règne de 1856 au 26 décembre 1872, mais son sultanat n'est effectif qu'entre 1860 et 1868. C'est ainsi qu'un sultanat, calqué sur ceux du Moyen-Orient, apparaît au Yunnan. Des gouvernorats Panthay sont également créés dans quelques villes importantes, comme Momein (Tengyueh), qui se trouvent à proximité de la ville frontalière birmane de Bhamo.
Dès sa prise de pouvoir, Du Wenxiu proclame que « les Taiping deviendront nos alliés, nous nous aiderons mutuellement et nous détruirons nos ennemis par nos efforts combinés », indiquant ainsi son intention de coopérer avec la rébellion chrétienne hétérodoxe des Taiping qui cherche à renverser la dynastie Qing.
Le sultanat atteint l'apogée de sa puissance entre 1860 et 1868. Les Panthays ont alors pris ou détruit quarante villes et cent villages. Au cours de cette période, le sultan Suleiman, en route pour la Mecque en tant que pèlerin, se rend à Rangoon, probablement en empruntant la route de Kengtung, et de là à Calcutta où il a l'occasion de voir la puissance des Britanniques en Inde. En 1867, il occupe la moitié du Yunnan et envoie une armée de 200 000 hommes pour tenter de prendre la ville de Kunming, en vain.

### Déclin et écrasement de la révolte
La puissance du sultanat décline après 1868. Le gouvernement impérial chinois ayant réussi à mater les différentes révoltes les unes après les autres; en 1871, il lance une campagne pour anéantir les Hui du Yunnan. Petit à petit, le gouvernement impérial resserre son étreinte du sultanat, qui se révèle instable dès que les Qing lancent une attaque organisée et déterminée contre lui. Les villes tombent les unes après les autres devant les troupes impériales. Dali elle-même est assiégée par les forces impériales. Le sultan Suleiman se retrouve enfermé dans sa propre capitale. Cherchant désespérément un appui extérieur, il demande alors une aide militaire à l'Empire britannique.
Le sultan a de bonnes raisons de se tourner vers les Britanniques. Les autorités de l'Inde et de la Birmanie britannique ont envoyé une mission dirigée par le major Sladen dans la ville de Tengyue dans l'actuel Yunnan (connue sous le nom de Momien dans la langue Shan) de mai à juillet 1868. La mission Sladen reste sept semaines à Tengyue/Momien pour rencontrer des représentants officiels des Panthay. L'objectif principal de cette mission est de faire revivre la « route des ambassadeurs » entre Bhamo et le Yunnan et de relancer le commerce frontalier, qui a presque cessé depuis 1855, principalement à cause, justement, de la révolte des Panthay.
Profitant des relations amicales résultant de la visite de Sladen, le sultan se tourne donc vers l'Empire britannique pour obtenir une reconnaissance officielle de son État et une assistance militaire. En 1872, il envoie son fils adoptif, le prince Hassan, en Angleterre, via la Birmanie, avec une lettre personnelle destinée à la reine Victoria. Le but de cette mission est de tenter d'obtenir la reconnaissance officielle de l'empire Panthay en tant que puissance indépendante. La mission Hassan bénéficie de la courtoisie et de l'hospitalité de la Birmanie britannique et de l'Angleterre, mais finalement, les Britanniques refusent de manière polie mais ferme d'intervenir militairement au Yunnan contre Pékin. De toute façon, la mission arrive trop tard, car tandis qu'Hassan et son groupe sont à l'étranger, Dali est capturé par les troupes impériales en janvier 1873.
Le gouvernement impérial Qing mène une guerre totale contre le sultanat, en envoyant des troupes appuyées par des artilleurs français. Confrontés à une armée chinoise en supériorité numérique et équipée de façon moderne, les troupes mal équipées et sans alliés du sultanat ne font pas le poids. Les villes du Sultanat tombent entre les mains de Qing les unes après les autres, jusqu'à ce que Dali soit assiégé. Ainsi, moins de deux décennies après sa naissance, le pouvoir des Panthays au Yunnan s'effondre. Ne voyant aucune échappatoire possible, ni aucune pitié à attendre de la part de son ennemi implacable, le sultan tente de se donner la mort avant la chute de sa capitale. Cependant, avant que l'opium qu'il a bu ne fasse pleinement effet, les soldats Quing prennent le contrôle du palais et le décapitent,,,,. Les troupes mandchoues commencent alors à massacrer les rebelles, tuant des milliers de civils, envoyant à Pékin des oreilles coupées avec les têtes de leurs victimes.
Le corps du Sultan déchu est enterré à Xiadui, près de Dali, tandis que sa tête, conservée dans du miel, est envoyée à Pékin pour témoigner de l'ampleur de la victoire des Qing sur les musulmans du Yunnan.
Ma Rulong (Ma Julung), l'un des généraux de Suleiman, appelé maréchal Ma par les Européens, fait défection au profit des Qing, puis aide les Mandchous à écraser ses anciens compagnons,,. Lors de sa lutte contre les rebelles dans le centre et l'ouest du Yunnan, Rulong affronte Ma Shenglin, un grand-oncle de Ma Shaowu qui défend la ville de Grand Donggou. Ma Shenglin est le chef religieux de la confrérie soufie des Jahriyya (en) du Yunnan et un chef militaire. Il est tué au combat par un tir de mortier en 1871. Après la chute du sultanat, Ma Rulong acquiert un contrôle presque total de la province du Yunnan.
Des vestiges épars des troupes du Pingnan Guo continuent de résister après la chute de Dali, mais lorsque la ville de Momien est assiégée et prise d'assaut par les troupes impériales en mai 1873, ils sont définitivement balayés. Ta-sa-kon, le gouverneur de la ville, est capturé et exécuté sur ordre du gouvernement impérial.

## Conséquences

### Répression des musulmans anti-Qing
Dans les années qui suivent l'écrasement de la révolte, des massacres à grande échelle de la population musulmane ont lieu au Yunnan, dont le nombre total de victimes est estimé à environ un million de morts,. Dans un premier temps, de nombreux soutiens à la cause musulmane du Yunnan sont persécutés par les Mandchous, les massacres à grande échelle débutent ensuite. Un grand nombre de Hui fuient avec leurs familles à travers la frontière birmane et se réfugient dans l'État Wa où, vers 1875, ils fondent la ville de Panglong, à la population exclusivement Hui.
Pendant les dix à quinze ans qui suivent l'effondrement du sultanat de Pingnan Guo, la minorité Hui de la province est largement discriminée par les Qing victorieux, en particulier dans les districts frontaliers occidentaux contigus à la Birmanie. Au cours de ces années, les réfugiés Hui installés de l'autre côté de la frontière birmane reprennent progressivement leurs métiers traditionnels, à savoir marchands, caravaniers, mineurs, restaurateurs voire contrebandiers et mercenaires pour une partie de la population. C'est alors que ces Hui deviennent connus en Birmanie sous le nom de Panthay. Ces petites colonies Hui s'étendent progressivement, et 15 ans après la fin de la révolte, un certain nombre de Shan et d'autres peuples des collines s'y sont installés pour y vivre.
Durant la première moitié du XXe siècle, Panglong est entièrement détruite par les envahisseurs japonais lors de l'invasion japonaise de la Birmanie. Le gouvernement du Kuomintang de la république de Chine envoie un représentant, nommé Su, sur place en 1942, pour lutter contre l'invasion japonaise de Panglong. Pour organiser la défense de la ville, il nomme Ma Guanggui, un Hui, chef de la garde d'autodéfense Hui de Panglong. Mais cela ne suffit pas pour protéger la ville, qui tombe devant l'attaque japonaise et est détruite par le feu. Les plus de 200 ménages Hui habitant sur place sont chassés des ruines de la ville et partent se réfugier au Yunnan et au Kokang,,.

### Impact sur les musulmans pro-Qing
Les musulmans qui se sont rendus aux Qing sont épargnés par les massacres. Ainsi après avoir rejoint les rangs des Mandchous, Ma Rulong est promu et devient le plus haut gradé au sein des officiers militaires du Yunnan au service des Qing,.
De même, les populations musulmanes du Yunnan qui ne se sont pas révoltées ne subissent aucune représailles, comme celles vivant dans la préfecture de Zhaotong, au nord-est du Yunnan.
De manière générale, les Qing n'ont aucun problème à utiliser des troupes composées de soldats musulmans dans leurs armées, même pour mater des révoltes de musulmans, ainsi que le rapporte le général chinois Yang Zengxin.

« La troisième raison est qu'à l'époque où les musulmans turcs se sont rebellés au début du règne de Guangxu, les « cinq divisions d'élite » que le gouverneur général Liu Jintang a fait sortir du col étaient toutes des troupes Dounganes [Hui dui 回队]. À l'époque, lorsque des commandants militaires Dounganes tels que Cui Wei et Hua Dacai s'étaient rendus, leurs troupes avaient été redéployées. Ce sont sans aucun doute des cas de « pions » qui ont ensuite obtenu de grands mérites. Lorsque Cen Shuying était chargé des affaires militaires au Yunnan, les troupes et les généraux musulmans qu'il a utilisés comprenaient de nombreux rebelles, et c'est grâce à eux que la rébellion musulmane du Yunnan a été pacifiée. Ces exemples montrent que les troupes musulmanes peuvent être utilisées efficacement même lorsque des soulèvements musulmans sont encore en cours. Qui plus est, depuis l'instauration de la République, les Dounganes n'ont pas fait preuve du moindre comportement erratique qui pourrait laisser penser qu'ils ne sont pas fiables. »

### Impact sur la Birmanie
La révolte a un impact négatif important sur la dynastie Konbaung. En effet, après avoir cédé la basse Birmanie aux Britanniques, à la suite de la première guerre anglo-birmane, la Birmanie a perdu l'accès à de vastes étendues de terres rizicoles. Ne souhaitant pas contrarier la Chine, le royaume birman accepte de refuser toute forme de commerce avec les rebelles Pingnan Guo, conformément aux exigences des Qing. Privée de toute possibilité d'importer du riz chinois, la Birmanie est contrainte d'importer du riz depuis l'Inde. En outre, l'économie birmane, qui dépend fortement des exportations de coton vers la Chine, perd soudainement l'accès au vaste marché chinois.
Enfin, de nombreux Hui ayant survécu à la répression fuient la Chine en traversant la frontière vers les pays voisins, la Birmanie, la Thaïlande et le Laos, marquant ainsi la naissance de communautés chinoises Hui dans ces pays.